# Все, способные держать оружие…
«Все, способные держать оружие…» — фантастический роман Андрея Лазарчука в жанрах альтернативной истории и антиутопии. Первоначально опубликован в 1993 году как повесть под названием «Иное небо», в 1997 году был издан под новым названием в дополненном виде. Литературными критиками причисляется к направлению турбореализма. В 1994 году книга «Иное небо» получила престижную фантастическую премию «Странник» и была отнесена к так называемой «жёсткой прозе».

## Фантастический мир
Фантастический мир основан на двух предпосылках: летом 1941 года Советский Союз был разгромлен нацистской Германией и вся его территория до Урала превратилась в протекторат Рейха, так же как и среднеазиатские территории (Туркестан). Значительная часть Сибири отстояла независимость и находится под политическим влиянием США. Радикальные политические круги ведут борьбу за воссоздание Российской империи в границах 1914 года. Кроме того, в 1942 году в авиакатастрофе погиб Адольф Гитлер, а пришедший к власти Герман Геринг значительно смягчил национальную политику Рейха, чтобы привязать к Германии новых подданных на Востоке. Он остаётся популярной фигурой в 1991 году, хотя уже давно на пенсии.
В 1991 году Рейх оказывается в условиях путча и кровавого развала, здесь большую роль играют грузинские террористы, борющиеся за независимость. В ход истории вмешались беженцы из некогда благополучного мира Будущего, подвергшегося нападению технологической цивилизации индейцев майя из параллельной вероятностной ветви, достигшей высокого уровня развития благодаря группе энтузиастов, которая отправилась в прошлое и не дала конкистадорам уничтожить индейское государство на Юкатане. К 2002 году Российская империя возрождена, даже присоединила Константинополь и Черноморские проливы и превратилась в ведущую сверхдержаву. Это также было «заслугой» хронокорректоров, которые готовили страну к нашествию. Они же поддерживали в мире ситуацию на грани войны и всячески развивали искусство шпионажа. Важной ролью в сюжете является искусство манипулирования психикой человека: группа поручика Игоря Валинецкого, заброшенная из Сибири в Москву 1991 года, была уничтожена им самим, причём сам герой немедленно утратил память об этом. В повести «Иное небо» эта линия была оставлена без объяснения.

## Сюжет
Действие романа разворачивается в трёх временны́х пластах — 1961, 1991 и 2002 годах, причём главный герой каждой из сюжетных линий является представителем очередного поколения одной и той же семьи: сибирский егерь Зден Валинецкий, его сын Игорь и внук Михаил.
В 1961 году группа егерей (не кадровых военных, а прошедших службу граждан, призванных на сборы) была брошена на американскую ракетную базу, захваченную террористами. Террористы собираются объявить войну Японии. В ходе импровизированной военной операции Зден пробирается на базу, предотвращает пуск ракеты с ядерной боеголовкой и выясняет, что захватчики — пришельцы из Будущего. Их благополучный мир был в одночасье уничтожен нашествием индейцев майя; идеологи сопротивления, имея доступ к перемещению во времени, пытались ликвидировать нашествие в надежде, что где-то в пространстве и времени их мир будет восстановлен. Зден и Игорь сочли, обсуждая ситуацию впоследствии, что действия хронокорректоров напоминают многократную перезапись на магнитную плёнку — первоначальная запись существует только в памяти оператора.
В реальности 1991 года в Москве проходит саммит глав четырёх мировых держав — Рейха, Сибири, США и Японии. США после 50 лет фактической оккупации Британии собираются «отпускать её на волю». В прессе Рейха пишут о возможности её интеграции. Напротив, менее развитая Россия склоняется к воссоединению с богатой Сибирью, Япония, удерживая материковый Китай, зависима от сибирских нефтегазовых ресурсов. На саммит запланирована операция по ликвидации глав всех государств, фактически направляемая иновремянами, но реализуемая средствами сибирских спецслужб и грузинских националистов, которые хотели отомстить Рейху за кровавое вторжение в Тбилиси в 1956 году. В Москву направлена группа поручика Игоря Валинецкого. Он описан как своего рода «супермен» — после неудачной спецоперации в Туве у него вживлено искусственное сердце, питаемое от портативного изотопного источника энергии, помещённого прямо в его тело. Однако психолог, работающий с членами группы, был связан с японскими спецслужбами и запрограммировал Игоря на ликвидацию собственной команды и союзников-грузин.
В реальности 2002 года сын Игоря — Михаил — оказывается двойником наследника российского престола и вовлечён в сложную интригу с его похищением в Константинополе и попыткой развязать мировую войну. Все три поколения семейства Валинецких воссоединяются перед самым вторжением индейцев.

## Критика
Ф. Капица и Т. Колядич в учебном пособии для филологов «Русская проза рубежа XX—XXI веков» рассматривали роман «Иное небо» в контексте современной фантастической литературы и её более узких жанровых направлений и связывали его с циклом «Опоздавшие к лету». По мнению Капицы и Колядич, А. Лазарчук пародировал стиль разных направлений советской прозы 1940—1950-х годов, его «жёсткость» позволяет говорить об освоении опыта западной фантастики. Отдельного упоминания удостоилась концепция, в которой история движется по закону петли, а персонажи могут попадать в параллельные варианты развития мира.
В статье О. Славниковой об имперской идее в современной российской фантастике главный авторский приём в романе «Все, способные держать оружие…» характеризуется как «шоковый». Для этого используется инверсия событий реальной истории: СССР, разделённый на Россию, входящую в Рейх, и Сибирскую республику, зеркально отражает раздел Германии в нашей реальности. Точно так же в Рейхе Лазарчука произошло нечто вроде разоблачения культа личности, но в другую историческую эпоху — ещё до завершения военных действий. В литературном и даже физическом смысле Герман Геринг романа — гиперболизированный Никита Хрущёв. По О. Славниковой, роман можно трактовать как политический, его автор в какой-то мере «потакает пойманной из воздуха читательской тоске по иному развитию событий — такому, где Россия не отгораживалась бы от мира „железным занавесом“, а развивалась бы как часть западной цивилизации, пусть даже ценой поражения в войне» в условиях комплекса неполноценности у победителя. В то же время Лазарчук продемонстрировал хрупкость и уязвимость имперской конструкции:

Жёсткие каркасы империи прекрасно «проводят» любую взрывную волну: удар, нанесённый по одному участку социума, расходится очень широко и рушит судьбы обывателей, как карточные домики. Может быть, именно эта «сверхпроводимость» и есть достижение сюжета, во всех других отношениях сделанного по стандартным рецептам «глянцевой» фантастики.
Похожее мнение высказывал и А. Бор, утверждая, что Лазарчук попытался «соединить невозможное — крутой сюжет боевика и психологический роман в духе „потока сознания“ (то есть подробнейшего, на несколько страниц, описания мыслей, чувств и ощущений персонажей, от имени которых ведется повествование)».
А. Лобин в монографии, посвящённой российскому историко-фантастическому роману, отмечает, что история в романе Лазарчука не только трагична — нормальная логика её развития отсутствует, в чём, вероятно, состоит основная «жуть» изображённого мира, который можно охарактеризовать определением «Хаос». В основе сюжета — шпионско-диверсионная интрига, причудливо запутанная: герои постоянно пребывают в экстремальных и непредсказуемых ситуациях, им постоянно угрожает опасность, и им то и дело приходится принимать какие-то решения. Все герои находятся в гуще трагических событий, стремясь обнаружить и устранить их причины, и в финале романа узнаю́т тайну «темпоэмигрантов». В итоге каждый из главных героев совершает свой выбор: Зден присоединяется к тем, кто пытается изменить историю, Игорь, напротив, становится агентом спецслужбы, которая противостоит беженцам из будущего, а Михаил, когда в конце романа выясняется истинное положение дел, готовится вместе с отцом и дедом отразить нападение агрессоров-майя. Сами же эти агрессоры в романе играют в романе Лазарчука инфернальную роль — они похожи на всадников Апокалисиса и представляют собой первопричину всех зол, которые беженцы из будущего переносят в прошлое как «прививку» для человечества. Трагизм альтернативной истории, изображённой Лазарчуком, как и трагическое, апокалиптическое мироощущение героев, связан с близящимся Концом Света. Все поступки героев в конечном счёте направлены на спасение мира от этой угрозы, и магистральный сюжет романа представляет собой непрерывную борьбу героев с силами Зла и Хаоса.